# 陈国良 (材料学家)
陈国良（1934年3月2日—2011年5月25日），江苏宜兴人，中国材料学家、教育家，中国工程院院士，中国高温合金领域先驱。

## 生平
1951年考入北洋大学（现天津大学）。1952年因院系调整进入北京钢铁工业学院（现北京科技大学）学习，1955年毕业后留校工作。